# Minzakir Absalamow
Minzakir Abdurachmanowicz Absalamow (ros. Минзакир Абдурахманович Абсалямов; ur. 16 listopada?/28 listopada 1896 we wsi Wierchnije Otary, zm. 10 czerwca 1981 w Moskwie) – radziecki działacz wojskowy narodowości tatarskiej, doktor nauk wojskowych, kombrig (od 5 lutego 1939), generał major (od 4 czerwca 1940).

## Życiorys
Urodził się w tatarskiej rodzinie chłopskiej. W 1914 ukończył medresę, zdał eksternistycznie egzaminy на wiejskiego nauczyciela w 1915. W sierpniu 1915 powołany do wojska, brał udział I wojnie światowej; był starszym podoficerem 35 Syberyjskiego zapasowego pułku strzeleckiego. W 1917 był dowódcą kompanii, członkiem Rady Tiumeńskiej, od grudnia 1917 sekretarz Komitetu Żołnierzy-Muzułmanów Tatarskiego Czerwonogwardyjskiego Batalionu. W marcu 1918 został wzięty do niewoli niemieckiej. W listopadzie 1918 uwolniony, od grudnia 1918 – w białej armii.
W kwietniu 1919 wstąpił do RChACz. W 1922 ukończył Akademię Wojskową Robotniczo-Chłopskiej Armii Czerwonej, w 1928 kursy doszkalające wyższego personelu dowódczego.
W czasie wojny domowej w 1919 walczył na Froncie Południowym i Zachodnim, dowodził powstańczym oddziałem tatarskim na Krymie. Od kwietnia do sierpnia 1919 był przewodniczącym Krymskiego Muzułmańskiego kolegium Wojskowego. Od czerwca 1920 do lutego 1921 był zastępcą szefa wydziału wojskowego, od czerwca 1921 tłumacz, od września 1922 sekretarz, attaché wojskowego w Turcji. Od października 1927 szef oddziału zwiadu sztabu Samodzielnej Kaukaskiej Armii, od listopada 1931 dowódca i komisarz 1 Azerbejdżańskiego Pułku Strzelców Górskich. Od kwietnia 1933 do września 1937 attaché wojskowy przy poselstwie ZSRR w Persji. Od lutego 1938 szef 2 Kursu Specjalistów Floty, od października 1938 pełniący obowiązki szefa katedry zwiadu Akademii Wojskowej im. Frunzego. Od stycznia 1940 szef wydziału zwiadu sztabu Frontu Północno-Zachodniego; brał udział w wojnie radziecko-fińskiej. Od września 1940 szef katedry zwiadu Wyższej Specjalnej Szkoły Sztabu Generalnego RChACz.
Po ataku Niemiec na ZSRR został przy sztabie Frontu Południowo-Zachodniego. Od lipca 1941 dowodził 22, następnie 17 Brygadą Strzelecką. Od sierpnia 1942 dowodził 4 Szkolną Brygadą Południowouralskiego Okręgu Wojskowego.
W lutym 1943 zawieszony w pełnieniu obowiązków. Od maja 1943 zastępca dowódcy, a od grudnia 1943 dowódca 18 Dywizji Strzeleckiej; brał udział w walkach pod Leningradem, w tym w Operacji Nowgorodsko-Łużskiej i Swirsko-Petrozawodskiej. Od 23 sierpnia 1944 dowódca 131, a od 21 września 1944 – 31 Korpusu Strzeleckiego. Brał udział w operacji Petsamo-Kirkeneskiej, od października 1944 zajmował pozycje granicy norwesko-fińskiej. Od maja 1946 do marca 1952, od września 1956 do września 1959 i od września 1962 starszy wykładowca, od września 1959 do września 1962 szef wydziału naukowo-badawczego Wyższej Akademii Wojskowej im. Woroszyłowa. Od maja 1967 w stanie spoczynku. 
Od lipca 1967 do listopada 1971 pełniący obowiązki konsultanta Wojskowej Akademii Sztabu Generalnego.

## Odznaczenia
- Order Lenina
- Order Czerwonego Sztandaru (czterokrotnie)
- Order Bohdana Chmielnickiego I klasy
- Order Suworowa II klasy
- Order Czerwonego Sztandaru Pracy
- Order „Znak Honoru”